# Pholcoides seclusa
Espèce
Synonymes
- Filistata seclusa O. Pickard-Cambridge, 1885

Pholcoides seclusa est une espèce d'araignées aranéomorphes de la famille des Filistatidae.

## Distribution
Cette espèce est endémique du Jammu-et-Cachemire en Inde,.

## Description
La femelle décrite par Marusik et Zonstein en 2019 mesure 3,63 mm.

## Publication originale
- O. Pickard-Cambridge, 1885 : Araneida. Scientific results of the second Yarkand mission. Calcutta, p. 1-115 (texte intégral).